# Mer des Caraïbes
Pour les articles homonymes, voir Caraïbes (homonymie).
Ne doit pas être confondu avec les Antilles, ni avec les Caraïbes.

Limites de la mer des Caraïbes selon l'OHI (1953)

La mer des Caraïbes ou mer des Antilles est une mer bordière de l'océan Atlantique, située à l'est de l'Amérique centrale, au sud des Grandes Antilles et au nord de l’Amérique du Sud. Elle s'étend sur environ 3 020 km du golfe du Mexique aux Petites Antilles et sur 875 km en moyenne du nord au sud et couvre une superficie de 2 640 002 km2.

## Étymologie
Le nom de cette mer trouve son origine dans celui des Arawaks Kalinagos, un peuple qui habitait cette région jusqu'à la découverte de l'Amérique par les Espagnols au XVe siècle.

## Géographie
L'Organisation hydrographique internationale (OHI), considère la mer des Caraïbes comme une mer bordière de l'océan Atlantique. Elle précise dans sa publication S-23 que les mers de ce type sont exclues des limites propres aux océans. Dans ce document titré « Limites des océans et des mers », 3e édition de 1953, elle lui attribue le numéro d'identification 27 et détermine ses limites de la façon suivante :
- Au nord :

Une ligne joignant le phare du cap Catoche (21° 36′ 18″ N, 87° 06′ 12″ O) sur la côte nord-est du Yucatán, au Mexique, au phare du cap San Antonio (21° 52′ 02″ N, 84° 57′ 04″ O), à l’extrémité ouest de Cuba ;
de là vers l'est, le long de la côte nord de Cuba, à la punta Caleta (20° 03′ 59″ N, 74° 17′ 48″ O) sur la côte sud-est de cette île ;
de là, une ligne reliant la punta Caleta jusqu'à la pointe la Perle (19° 40′ 02″ N, 73° 26′ 16″ O), sur la côte nord-ouest d'Haïti ;
de la pointe la Perle, le long de la côte nord d'Haïti et de la République dominicaine, jusqu'au cabo Engaño (18° 37′ 00″ N, 68° 19′ 30,72″ O), à l'extrémité orientale de la République dominicaine;
de là, une ligne reliant le cabo Engaño vers l'est jusqu'à la punta Agujereada (18° 30′ 29″ N, 67° 08′ 15″ O) sur la côte nord de Porto Rico.
- À l'est :

Depuis la cabeza Chiquita (18° 22′ 50″ N, 65° 38′ 39″ O) (Puerto Rico) vers le nord, le long du méridien de ce cap jusqu'à la ligne des fonds de 100 brasses (183 m) ; de là vers l'est puis vers le sud, de telle façon que toutes les îles, hauts-fonds, détroits et chenaux des Petites Antilles soient inclus dans la mer des Caraïbes jusqu'à la pointe Galera (10° 50′ 05″ N, 60° 54′ 32″ O), l'extrémité nord-est de l'île de la Trinité. Depuis la pointe Galera à travers Trinité jusqu'à la pointe Galeota (10° 08′ 10,74″ N, 60° 59′ 29″ O), à son extrémité sud-est ; et de là une ligne reliant la pointe Galeota vers le sud jusqu'à la punta Baja (9° 30′ 07″ N, 60° 57′ 54″ O), sur la côte orientale du Venezuela.
- Au sud et à l'ouest :

De la punta Baja (9° 30′ 07″ N, 60° 57′ 54″ O), au Venezuela, vers l'ouest et vers le nord, le long de la côte nord de l'Amérique du Sud et la côte orientale de l'Amérique centrale, jusqu'au phare du cap Catoche (21° 36′ 18″ N, 87° 06′ 12″ O), sur la côte nord-est du Yucatán, au Mexique.
Les principaux États ou îles qui bordent la mer des Caraïbes sont :
- la Jamaïque au centre, légèrement vers le nord-nord-ouest ;
- les îles Caïmans au sud de Cuba ;
- Cuba, l'île de la Jeunesse et le Mexique (avec notamment l'île de Cozumel dans l'État de Quintana Roo) au nord-ouest ;
- le Belize, le Honduras, le Nicaragua et l'archipel de San Andrés, Providencia et Santa Catalina (Colombie) à l'ouest ;
- le Costa Rica et le Panama au sud-ouest ;
- la Colombie au sud ;
- Aruba, Curaçao et Bonaire ; le Venezuela avec l'État de Nueva Esparta et les Dépendances fédérales au sud-est ;
- les Petites Antilles méridionales (Trinité-et-Tobago et Grenade) à l'est-sud-est ;
- les Petites Antilles centrales (Saint-Vincent et les Grenadines, Sainte-Lucie, Barbade, Martinique, Dominique et Guadeloupe) à l'est ;
- les Petites Antilles septentrionales (Montserrat, Antigua-et-Barbuda, Saint-Christophe-et-Niévès, Saint-Barthélemy, Saint-Eustache, Saba, Saint-Martin et Anguilla) à l'est-nord-est ;
- les îles Vierges britanniques, les îles Vierges des États-Unis, Porto Rico et l'île de la Mona au nord-est ;
- l'île d'Hispaniola (la République dominicaine et Haïti), l'île de la Gonâve et l'île de la Navasse (îles mineures éloignées des États-Unis) au nord.

Cette mer communique au nord-ouest avec le golfe du Mexique par le canal du Yucatán, et avec l'océan Atlantique par le passage du Vent et le canal de la Mona au nord, directement avec cet océan à l'est et au-delà des îles des Petites Antilles les plus orientales, enfin par le canal de Colomb au sud-est. Elle communique aussi artificiellement avec l'océan Pacifique par le canal de Panama. Le passage du Vent — nom donné à la zone située entre Cuba et Haïti — est une importante route maritime entre les États-Unis et le canal.
Sa profondeur maximale est de 7 686 mètres au niveau de la fosse des Caïmans.
Néanmoins de nombreuses encyclopédies et dictionnaires tels le Larousse ne lui donnent pas les mêmes limites considérant l'arc Antillais comme la frontière naturelle entre la mer des Caraïbes et l'océan Atlantique : « Mer marginale de l'Atlantique tropical, limitée par le continent américain et les arcs insulaires des Grandes et Petites Antilles, communiquant avec le golfe du Mexique par le détroit du Yucatán et avec le Pacifique par le canal de Panamá ; 2 500 000 km2 ».

## Population

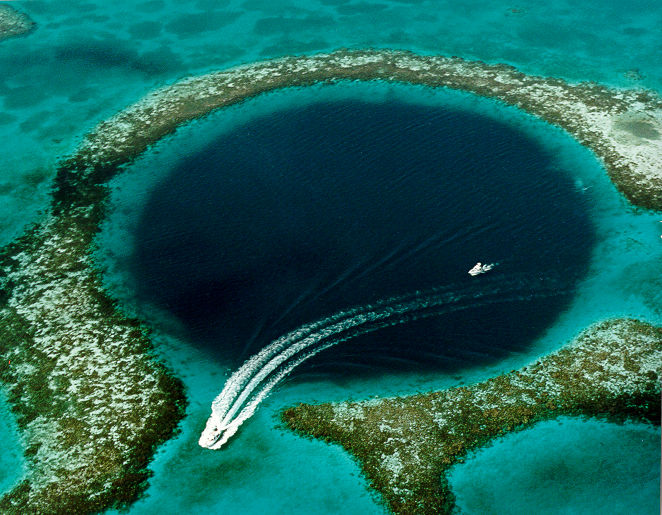
Le Grand Trou Bleu situé au large de la côte du Belize.

Les populations des Caraïbes entretiennent des relations privilégiées avec la mer des Caraïbes, qui constitue leur héritage commun, et partagent un intérêt particulier à la voir déclarée Zone Spéciale dans le contexte du Développement du Tourisme durable de l'Organisation des Nations unies (ONU).
Afin de prévenir les conséquences dévastatrices sur l'environnement côtier et marin d'un éventuel accident ou acte terroriste impliquant un chargement de matières nucléaires, les États membres de l'Association des États de la Caraïbe (AEC) se sont toujours opposés de façon véhémente au passage de chargements de déchets nucléaires par la route Canal de Panama-Mer des Caraïbes.
Ces chargements ne représentent pas la seule menace qui pourrait affecter la mer des Caraïbes, l'une des principales voies navigables du monde. Elle est traversée chaque année par environ 63 000 bateaux, qui génèrent près de 82 000 tonnes d'ordures. En outre, environ 1 500 bateaux de pêche circulent dans la région. Les rejets des populations sur la terre ferme, un développement touristique intensif et d'importants chargements de pétrole constituent également des risques pour l'environnement.
Le 12 décembre 2001, les chefs d’État et/ou de gouvernement des pays de l'AEC, réunis sur l'île de Margarita (Venezuela), ont adopté la Déclaration de Margarita, « reconnaissant la mer des Caraïbes comme patrimoine commun de la région, et comme un actif inestimable », dans le but de « consolider une identité caribéenne propre ». Ils se sont engagés « à convertir la région de la Grande Caraïbe en zone de coopération », qui « consistera tout d’abord en des actions conjointes dans les domaines établis comme priorités par l’AEC, à savoir le commerce, le tourisme durable, les transports et les catastrophes naturelles ».

## Géopolitique

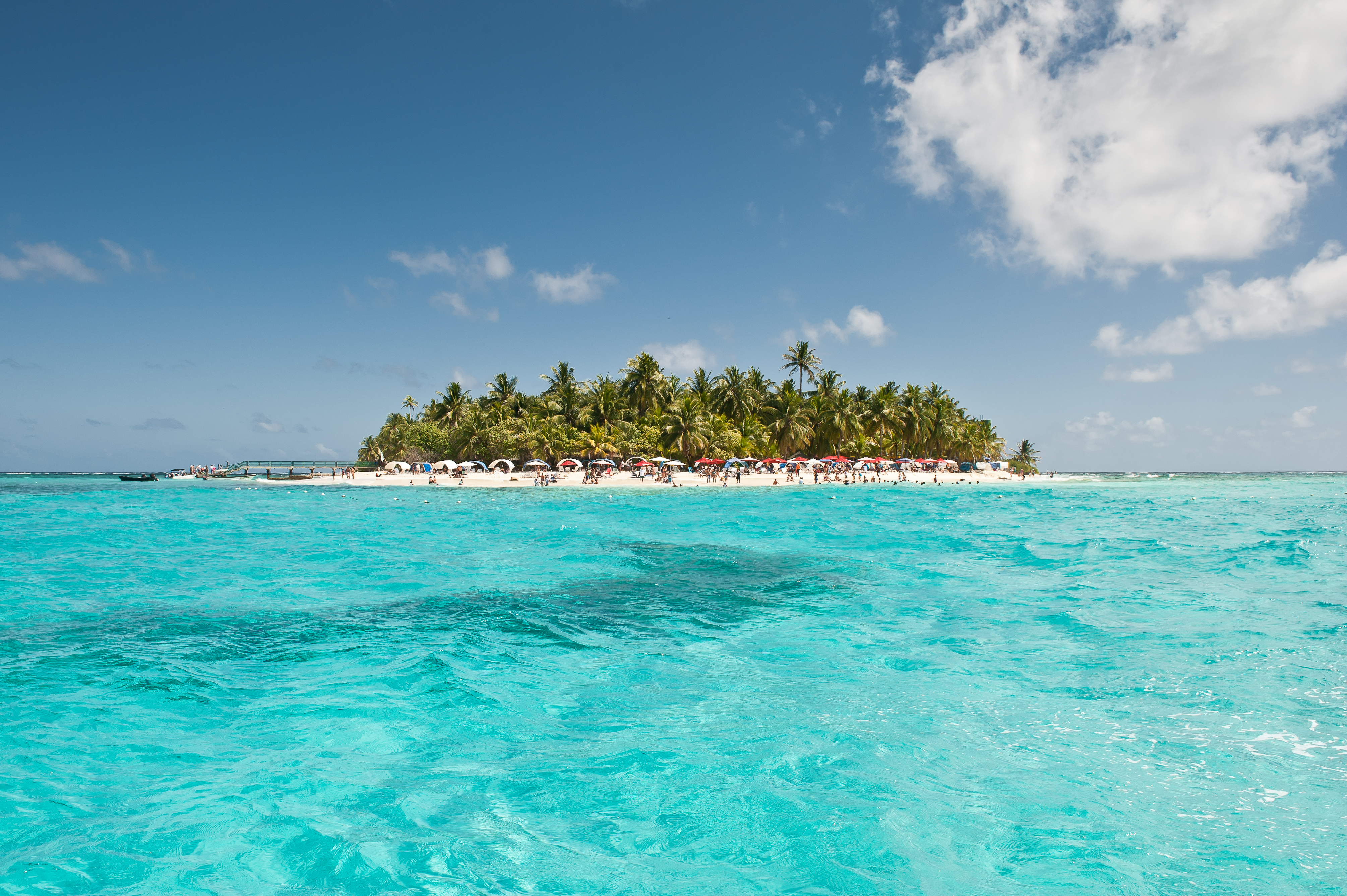
La mer des Caraïbes et l'île colombienne de San Andrés.